# 打鱼杀家

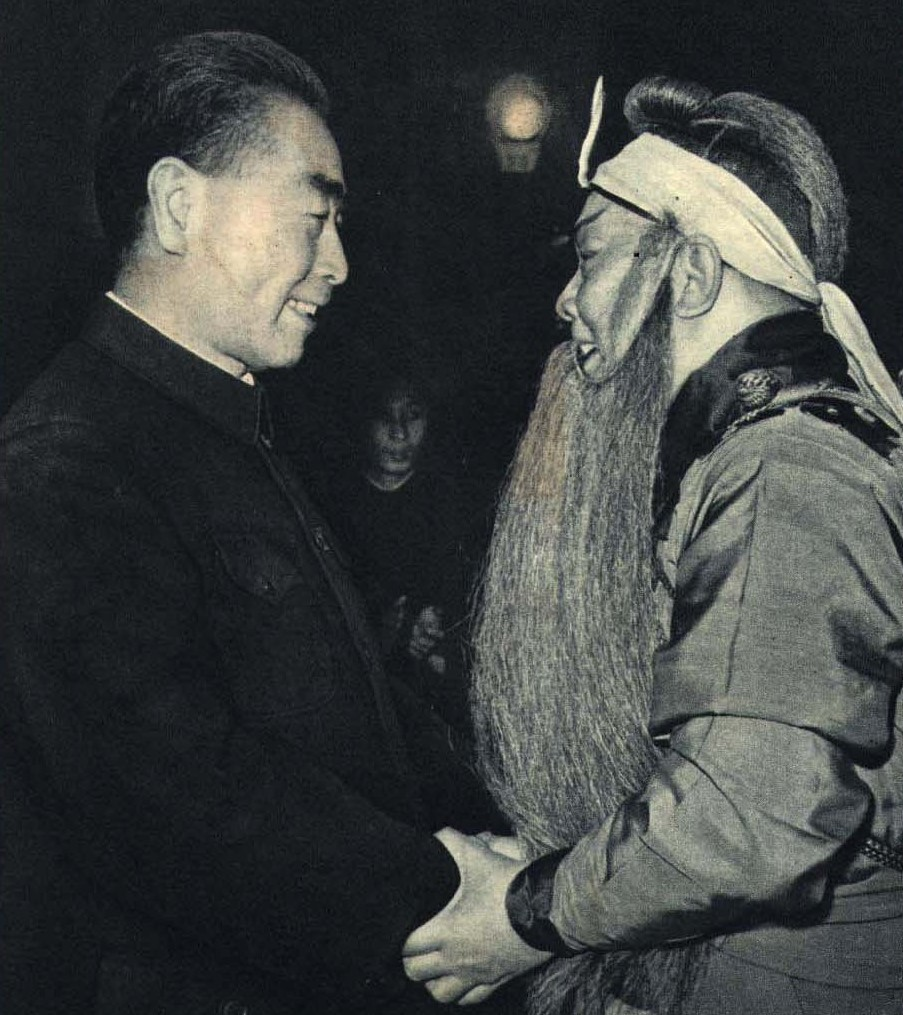
1962年周恩来观看《打渔杀家》，并与周信芳在结束后握手

《打渔杀家》是中国古代很有名的一个故事，也是京剧的传统剧目之一，亦是京剧庆顶珠的组成部分。

## 故事梗概[1]

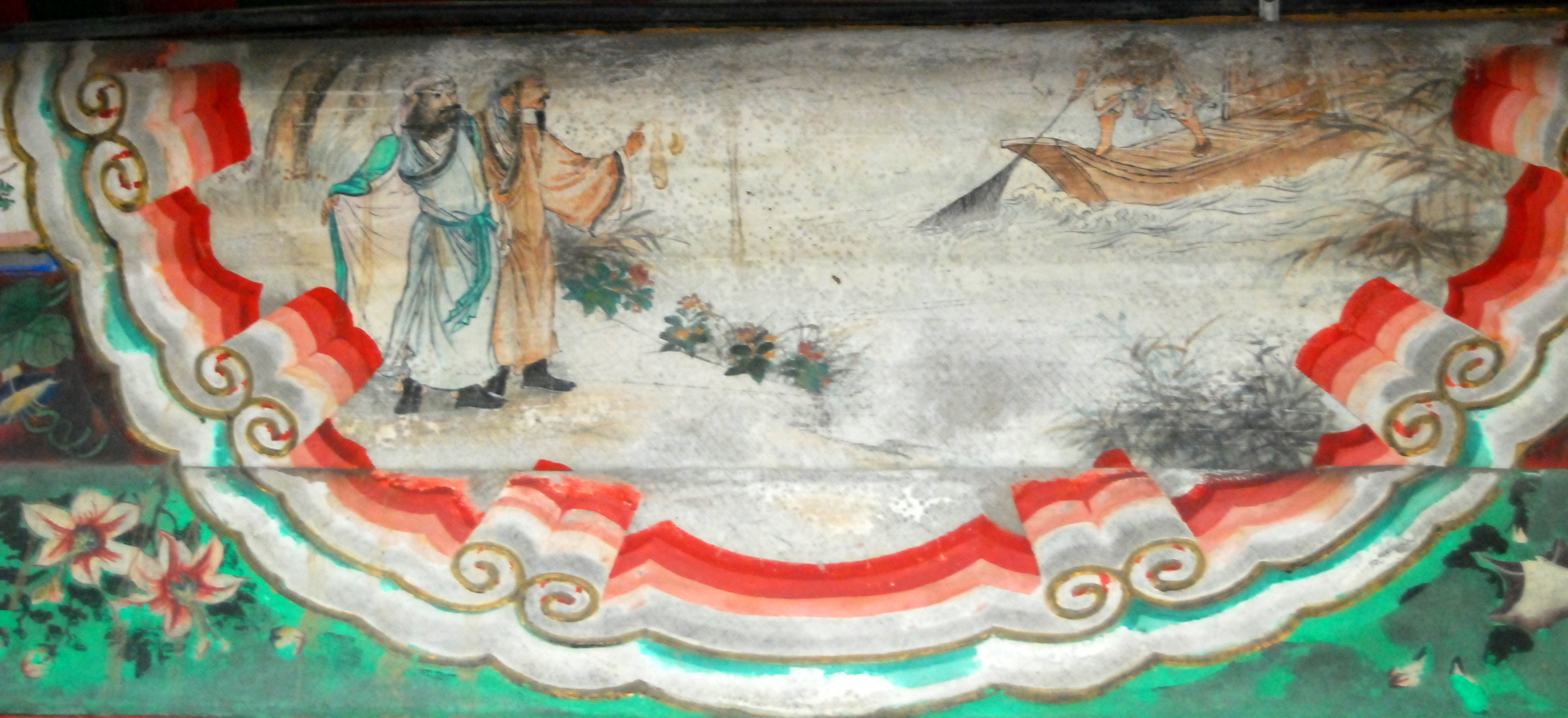
颐和园长廊彩绘的《打鱼杀家》故事情节：李俊与倪荣在太湖边找到了正在打渔的萧恩

《打渔杀家》的故事背景取材自《水浒传》續作《水浒後传》。《水浒传》中一百单八将之一的阮小七最后弃官隐居，而《打渔杀家》则讲述了阮小七归隐后的一段生活。
阮小七化名萧恩，与女儿桂英隐居在太湖边打鱼为生。一天，阮小七正在湖上打渔，梁山好汉之一的李俊与好友倪荣来太湖看望他。在《打渔杀家》中，李俊也没有做官，而是开了一个小店谋生，倪荣则是他的朋友，经常跟随他练武。
阮小七看到李俊来找他，于是请他们到家中做客。三人正在开怀畅饮时，太湖边丁家庄庄主丁子燮派了家丁丁郎来收渔税。由于年成不好，萧恩缴不起渔税，丁子燮则想要他把美貌的女儿去丁家做丫鬟抵税。萧恩希望丁郎宽限几天交税，但是丁郎不同意，而且态度嚣张。倪荣看不下去，把丁郎打跑了。
第二天，丁子燮派拳脚教头带着几个打手又来找萧恩。结果被萧恩打倒。教头又想趁着人多把桂英抢走，但是被父女两人打跑了。于是丁子燮跑到县衙找到县知事吕子秋，告萧恩抗税打人。吕子秋就派衙役把萧恩抓到了县衙。一上来就打了萧恩四十大板，并且要他带上银子去丁家庄道歉交税。萧恩忍痛回家，到了半夜，他和女儿拿上钢刀和礼物去丁家庄，以赔礼为由进入丁家庄杀死了丁子燮。并在墙上血书：“杀死恶霸狗腿者，当年梁山好汉阮小七是也！”
离开丁家庄后，父女两人驾船消失在了太湖之中。